# 哈姆扎號潛艇
哈姆扎號潛艇（PNS Hamza S-139）是一艘隸屬於巴基斯坦海軍的快速攻击潜艇，配备了独立于空气的推进系统（AIP），是巴基斯坦海軍卡立级潜艇（Agosta 90B）的三号艇。根據1994年巴基斯坦和法國的協定，該潛艇由卡拉奇造船廠建造，於2006年8月下水，2008年服役。
哈姆扎號是第一艘安装法国製造AIP系统（MESMA）的潜艇，这個系統當時還在試驗階段。巴基斯坦是第一个在潜艇上的深海中使用該系统的国家。 在印度海軍使用的鮋魚級潛艇投入服役之前。这是南亚建造的第一艘AIP为特色的潜艇。